# Bife à milanesa

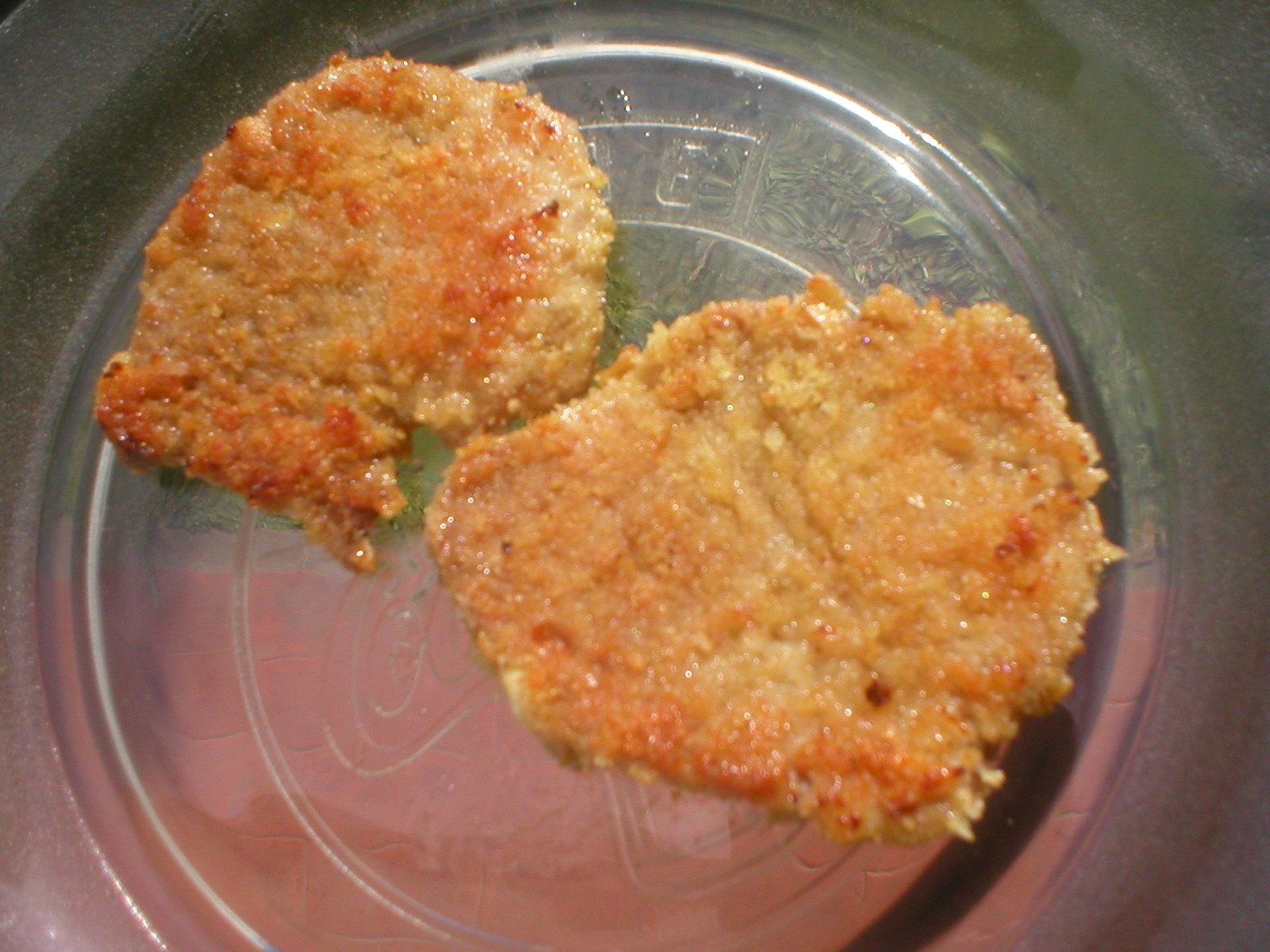
Bifes à milanesa

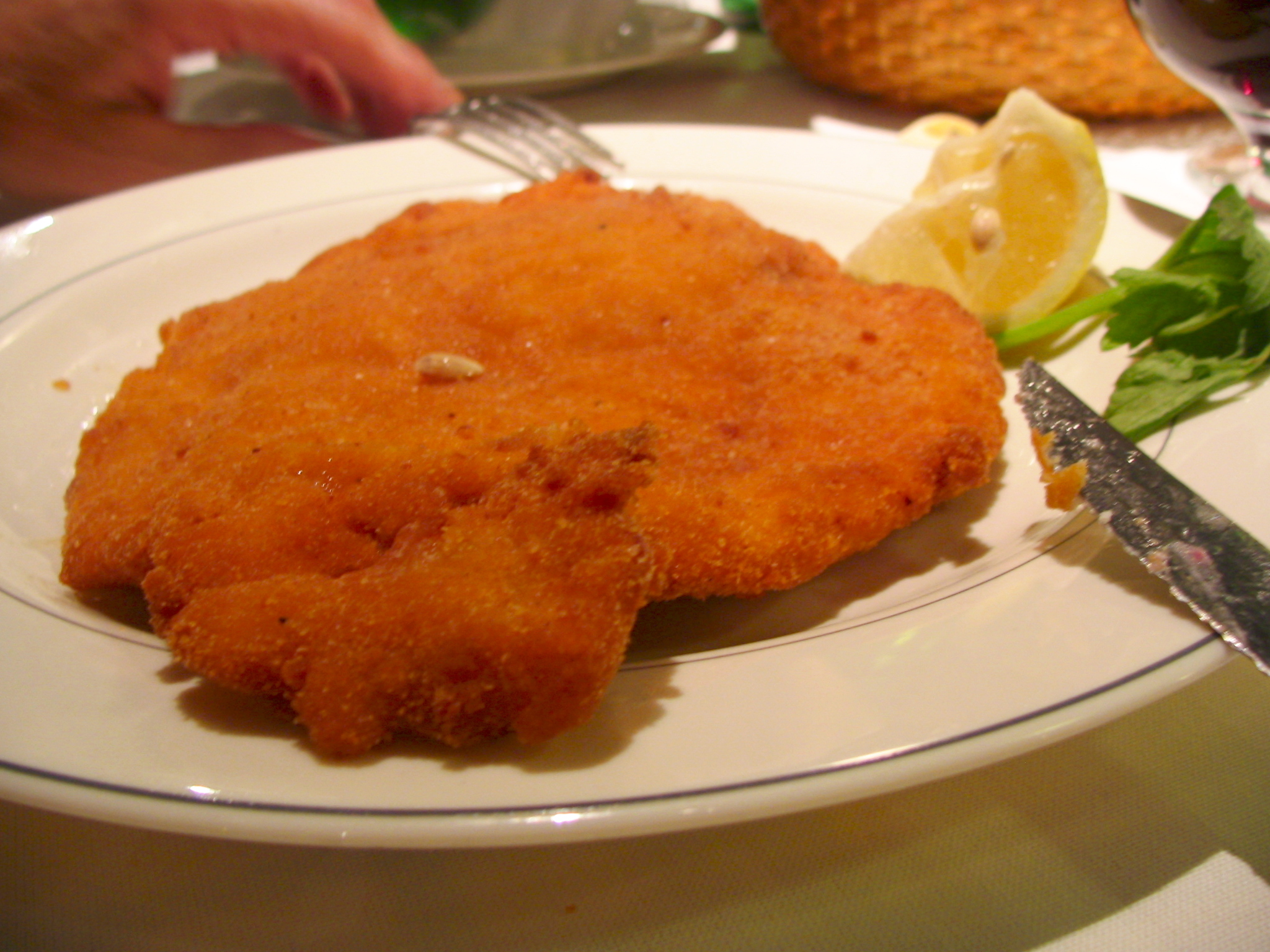
Bife à milanesa de carne de vitela

Bife à milanesa, ou simplesmente “milanesa”, é um panado originário da culinária da Itália, que se tornou popular na maioria dos países da América Latina, feito com bifes tradicionalmente de vitela temperados e fritos em óleo quente após serem empanados com ovos batidos e farinha de rosca.
A denominação usada na Itália e também em outros países (incluindo a França, a Alemanha e a Rússia) é “cotoletta alla milanese” e originalmente era feita com o próprio osso da costeleta e frita em manteiga, em vez de óleo.
Em Portugal, os bifes panados, também chamados simplesmente “panados” ou “panadinhos”, podem ser feitos com carne bovina, normalmente em fatias pequenas e finas, como para pregos, de porco, na forma de bifanas, de peru ou de frango. O tempero pode ser apenas sal e pimenta, mas muitas vezes os bifinhos são regados com sumo de limão, aromatizados com alho picado ou em pó, e tipicamente passados por ovo e pão ralado antes de serem fritos, mas também podem ser passados por farinha; podem igualmente misturar-se alguns condimentos na farinha ou pão ralado, como salsa, podendo mesmo comprar-se pão ralado já temperado.
Em alguns países da Europa, Médio Oriente e nos Estados Unidos, os panados, principalmente os que são feitos com carne de vitela, são conhecidos como “Wiener Schnitzel”, ou simplesmente “Schnitzel”, embora no sul dos Estados Unidos exista uma variante chamada “Chicken fried steak”.
Tanto a milanesa como os panados e o schnitzel podem ser consumidos como uma sanduiche ou como um prato principal duma refeição, acompanhados de batata frita, arroz ou vegetais.

## Origem
A costeleta à milanesa (cotoletta alla milanese) provavelmente surgiu na própria cidade de Milão. Os relatos mais antigos desse prato são do escritor italiano Pietro Verri que, em seu livro “Storia di Milano”, refere um documento de 1148, segundo o qual em um almoço na Basílica de Santo Ambrósio (Milão) fora servido um prato de “lombos cum panitio” (costeleta de vitela empanada).
No entanto, a difusão do bife à milanesa pelo mundo é atribuída aos austríacos: o “Wiener Schnitzel”, muito similar ao milanesa, é um prato típico da Áustria, havendo uma disputa sobre qual destas iguarias será a original.

## Variantes
Na América Latina, a milanesa conheceu várias transformações, a mais importante sendo a “milanesa a la napolitana” que, depois de frita é coberta com molho de tomate e queijo e colocada no forno; também apareceram as milanesas de galinha, denominadas “Maryland” e “Grisette” e a “Suprema Kiev” recheada de queijo e presunto, assim como uma versão gigante, a “pizzanesa” que pode ser repartida por várias pessoas.